# Аэродром (район Гатчины)
Аэродро́м — микрорайон города Гатчины (Ленинградская область).
Находится на юго-западе города, рядом с Балтийским вокзалом, отделён от исторического центра Гатчины железной дорогой.
Название получил от Гатчинского аэродрома — одного из первых в России, на месте которого находится.
Численность населения 17,7 тысяч человек. В основном, микрорайон застроен пяти-девятиэтажными домами, первые из которых были построены в 1960-х годах. Крупномасштабная застройка началась к концу 1980-х.

## История

### Военное поле
В исторических документах XIX — начала XX века место современного микрорайона упоминается как Военное поле. Например, в 1862 году газета «Санкт-Петербургские губернские ведомости» сообщала о начавшихся работах по «выкорчёвке пней в десяти рощах на учебном поле против Гатчинского дворца». Военное поле использовалось для полковых учений лейб-гвардии Кирасирского Её величества полка.
Летом, когда Кирасирский полк квартировался в учебных Красносельских или Дудергофских лагерях, Военное поле временно превращалось в место народных забав, увеселений и ярмарок. Одним из основных развлечений были различные лотереи, средства от которых шли в благотворительные фонды.

### Первый военный аэродром
В 1909 году на Военном поле состоялся демонстрационный полет чуда техники того времени — аэроплана. Полет совершил французский авиатор Жорж Леганье. На будущем аэродроме начинается строительство ангаров, служебных помещений и взлетно-посадочных полос и он становится учебным аэродромом Авиационного отдела Офицерской Воздухоплавательной школы.
В 1910 году на Гатчинском военном аэродроме открылась школа Первого Российского товарищества воздухоплавания (ПРТВ), создавшая в 1911 году первую частную авиашколу «Гамаюн» С. С. Щетинина. Среди первых её выпускников Лидия Зверева — первая русская авиатриса и Константин Арцеулов — русский лётчик—ас.
В эти годы на Гатчинском аэродроме проводилось не только обучение лётчиков, но и испытание нового оборудования, проводились опыты по использованию авиации в военных маневрах и научных целях.
После революции, 1 апреля 1918 года Гатчинская школа получила название «Социалистическая авиашкола рабоче-крестьянского красного воздушного флота», но в сентябре 1918 года была эвакуирована в г. Зарайск Московской области, где получила новое название «1-я Московская школа военных лётчиков Красного Воздушного Флота». С 1918 года на аэродроме размещались авиационные части Военно-воздушных сил РККА, в том числе 1-я Краснознаменная истребительная авиационная эскадрилья, в которой служил и советский летчик-испытатель Валерий Чкалов.

## Архитектурный облик
Застройка микрорайона носит достаточно хаотичный облик. Только улица Генерала Кныша может похвастаться неким стилем. В остальном же, несмотря на наличие отдельных красивых кирпичных домов, Аэродром выглядит не лучшим образцом градостроительства.

## Улицы микрорайона

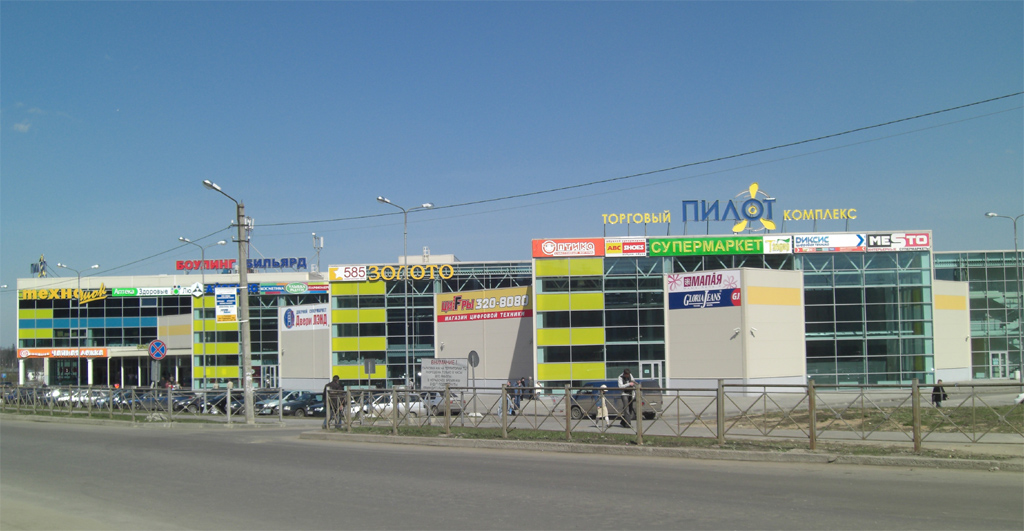
Торгово-развлекательный комплекс «Пилот» на Аэродроме

Названия многих улиц микрорайона так или иначе связаны с авиацией:
- улица Авиатриссы Зверевой[вд] — названа в честь Лидии Виссарионовны Зверевой, первой русской лётчицы
- улица Генерала Сандалова — названа в честь Владимира Александровича Сандалова, генерал-майора авиации, Героя Советского Союза
- улица Слепнёва — названа в честь Маврикия Трофимовича Слепнёва, выпускника Гатчинской военно-авиационной школы, Героя Советского Союза
- улица Красных Военлетов — названа в честь первых русских военных летчиков
- бульвар Авиаторов
- улица Генерала Кныша
- улица Новосёлов
- Балтийская улица
- площадь Станислава Богданова

## Достопримечательности

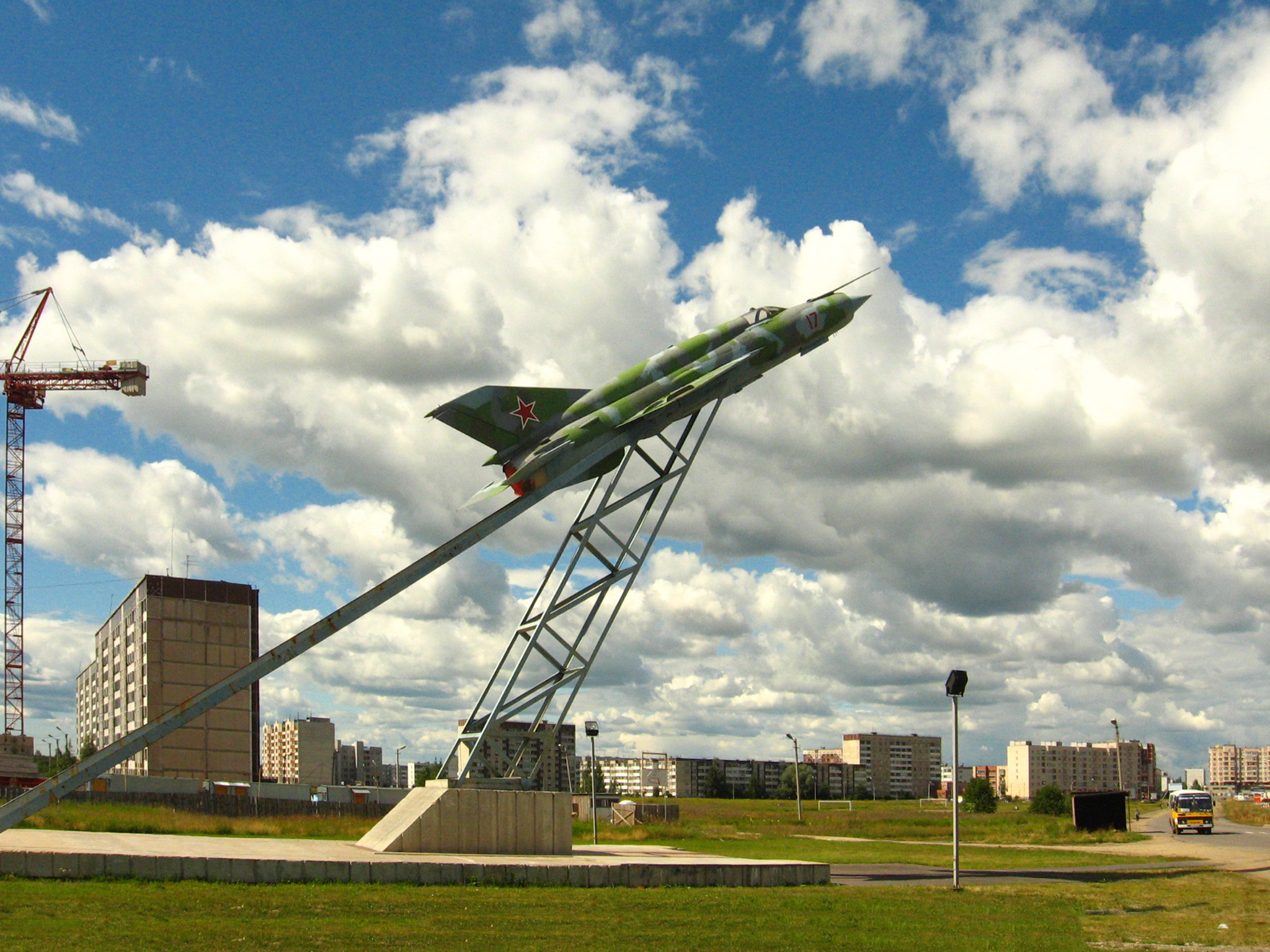
Памятник МиГ-21 в микрорайоне Аэродром

В 2003 году рядом с бывшей взлетной полосой аэродрома был установлен памятник — боевой истребитель МиГ-21.

## Перспективы
Проектируется дальнейшая застройка микрорайона. На территории в 58 га между рекой Колпанской и улицей Генерала Кныша проектируется жилой комплекс на 17-20 тысяч жителей. Также предполагается строительство детских садов, двух школ и спортивного комплекса.
На Аэродроме планируется строительство Храма во имя Пророка Ильи.
На территории западнее реки Колпанка планируется осуществление малоэтажного коттеджного строительства.
В 2019 году на улице Кныша начато строительство общественного бассейна. Также объявлен конкурс на благоустройство полосы между Балтийской ж/д линией и улицей Кныша[значимость факта?].